# Équipe de Belgique féminine de hockey sur gazon
Maillots
L'équipe de Belgique féminine de hockey sur gazon est la sélection des meilleures joueuses belges de hockey sur gazon.
Elle est plus communément appelée Belgian Panthers ou Red Panthers.
L'équipe est entraînée par Raoul Ehren, avec Tim White comme T2 et Glenn Faveyts comme entraineur gardien. 
Le préparateur physique est Hannes Agache et la kiné Lien Steurs.
Le staff est complété par Michael Cosma, analyste vidéo, et Muriel Peché officiant comme Team Manager.

## Histoire

### Championnat d'Europe de hockey sur gazon féminin 2017
L'équipe belge atteint le finale du Championnat d'Europe de hockey sur gazon féminin 2017. C'est la première fois de son histoire qu'elle atteint la finale d'un tournoi international. Elles s'inclinent en finale face aux Pays-Bas (3-0).

### Championnat d'Europe de hockey sur gazon féminin 2023
Les Red Panthers atteignent pour la deuxième fois de leur histoire la finale. Cette fois-ci du Championnat d'Europe féminin de hockey sur gazon 2023. Elles battent l'Allemagne (1-0) en demi-finale mais s'inclinent une nouvelle fois face aux Pays-Bas en finale (3-1).

## Palmarès
| Jeux olympiques - 2012 : 11e - 2024 : 4e |  | Coupe du monde - 1974 : 5e - 1976 : 4e - 1978 : 3e - 1981 : 8e - 2014 : 12e - 2018 : 10e - 2022 : 6e |  | Championnat d'Europe - 1984 : 8e - 1987 : 9e - 1991 : 7e - 1995 : 11e - 1999 : 11e - 2011 : 5e - 2013 : 4e - 2015 : 5e - 2017 : 2e - 2019 : 6e - 2021 : 3e - 2023 : 2e |  | Champions Challenge - 2012 : 5e - 2014 : 6e |  | Champions Challenge II - 2009 : 2e - 2011 : 1re |

## Effectif actuel
Les 18 joueurs suivants ont été nommés le 23 juin 2025 pour le Championnat d'Europe du 8 au 17 août 2025 à Mönchengladbach en Allemagne.

### Appelés récemment
Les joueurs suivants ne font pas partie du dernier groupe appelé mais ont été retenus en équipe nationale lors des douze derniers mois.
Les joueurs qui comportent le signe  sont blessés au moment de la dernière convocation.
Les joueurs qui comportent le signe  sont suspendus au moment de la dernière convocation.
| Pos. | Nom                | Date de Naissance | Sél. | Buts | Club              | Depuis | Dernier appel                 |
| ---- | ------------------ | ----------------- | ---- | ---- | ----------------- | ------ | ----------------------------- |
| G    | Maïté Bussels      | 8 décembre 2004   | 7    | 0    | KHC Dragons       | 2024   | vs Pays-Bas, 29 juin 2025     |
| D    | Felicia Theunissen | 26 mars 2004      | 7    | 0    | Royal Antwerp HC  | 2024   | vs Pays-Bas, 29 juin 2025     |
| A    | Alix Marien        | 18 mai 2003       | 16   | 1    | KHC Dragons       | 2024   | vs Pays-Bas, 29 juin 2025     |
| A    | Noa Schreurs       | 25 juillet 2003   | 12   | 3    | KHC Dragons       | 2024   | vs Pays-Bas, 29 juin 2025     |
| M    | Perrine de Clerck  | 1er juillet 2006  | 10   | 0    | KHC Leuven        | 2024   | vs Inde, 22 juin 2025         |
| D    | Emilie Verhees     | 2 mai 2008        | 2    | 0    | Royal Antwerp HC  | 2025   | vs Espagne, 18 juin 2025      |
| D    | Vanessa Blockmans  | 4 avril 2002      | 57   | 7    | Waterloo Ducks HC | 2020   | vs Argentine, 22 février 2025 |

## Principales joueuses d'hier
Gardiennes
| - Nadine Khouzam - Elizabeth Achten - Brigitte Carlier - Virginie Hermans |

Défenseurs
| - Louise Cavenaille - Nicole Buisset-Moucq - Barbara Dequinze - Jessica Gucassoff - Lola Danhaive - Valerie Vermeersch - Gaëlle Valcke - Anne-Sophie van Regemortel |

Milieux
| - Hélène Delmée - Sofie Gierts - Sophie Turine - Anouk Raes |

Attaquantes
| - Jill Boon - Maïté Dequinze - Géraldine Chardome - Christine Renaer - Marianne Schaefer - Astrid Vervaet - Charlotte De Vos |

## Sélectionneurs
| Pays | Nom                  | Période   |
| ---- | -------------------- | --------- |
|      | Alain Geens          | 1987-1991 |
|      | Marcelo Orlando      | 1991-1994 |
|      | Michel Van Strydonck | 1994-1997 |
|      | Jean-Claude Moraux   | 1997-2000 |
|      | Shane McLeod         | 2001-2006 |
|      | Michel Van den Boer  | 2006-2008 |
|      | Murray Richards      | 2008-2011 |
|      | Pascal Kina          | 2011-2015 |
|      | Niels Thijssen       | 2015-     |

## Noyau

### Championnat d'Europe 2011 (Mönchengladbach (ALL))
| No. | Joueuse              | Club                       | Position |
| --- | -------------------- | -------------------------- | -------- |
| 1   | Nadine Khouzam       | R. Uccle Sport             | G        |
| 2   | Aisling D'Hooghe     | Waterloo Ducks H.C.        | G        |
| 5   | Morgane Vouche       | R. Wellington T.H.C        | A        |
| 6   | Anouk Raes           | R. Pingouin H.C. Nivellois | M        |
| 8   | Valérie Vermeersch   | La Gantoise                | D        |
| 9   | Lieselotte Van Lindt | K. Dragons HC              | M        |
| 10  | Lola Danhaive        | R. Pingouin H.C. Nivellois | D        |
| 11  | Erica Coppey         | K. Dragons HC              | M        |
| 12  | Gaëlle Valcke        | R. Wellington T.H.C        | D        |
| 13  | Louise Cavenaile     | K. Dragons HC              | D        |
| 14  | Emilie Sinia         | K. Dragons HC              | M        |
| 15  | Charlotte De Vos     | Oranje Zwart               | M        |
| 19  | Barbara Nelen        | La Gantoise                | M        |
| 20  | Jill Boon            | R. Wellington T.H.C        | A        |
| 22  | Hélène Delmee        | R. Pingouin H.C. Nivellois | A        |
| 24  | Stéphanie de Groof   | K. Dragons HC              | M        |
| 25  | Joy Jouret           | R. Wellington T.H.C        | A        |
| 29  | Laura Patriarche     | K. Dragons HC              | A        |

### Champions Challenge II 2011 (Vienne (AUT))
| No. | Joueuse                    | Club                | Position |
| --- | -------------------------- | ------------------- | -------- |
| 1   | Nadine Khouzam             | R. Uccle Sport      | G        |
| 2   | Elizabeth Achten           | R. Wellington T.H.C | G        |
| 5   | Morgane Vouche             | R. Wellington T.H.C | A        |
| 6   | Anouk Raes                 | R. Pingouin         | M        |
| 8   | Valérie Vermeersch         | La Gantoise         | D        |
| 9   | Lieselotte Van Lindt       | K. Dragons HC       | M        |
| 10  | Lola Danhaive              | R. Uccle Sport      | D        |
| 11  | Erica Coppey               | K. Dragons HC       | M        |
| 12  | Gaëlle Valcke              | R. Wellington T.H.C | D        |
| 14  | Emilie Sinia               | R. Uccle Sport      | M        |
| 15  | Charlotte De Vos           | Oranje Zwart        | M        |
| 17  | Anne-Sophie Van Regemortel | Oranje Zwart        | D        |
| 18  | Julie Scraeyen             | R. Wellington T.H.C |          |
| 19  | Barbara Nelen              | La Gantoise         | M        |
| 20  | Jill Boon                  | R. Wellington T.H.C | A        |
| 22  | Hélène Delmee              | R. Pingouin         | A        |
| 24  | Stéphanie de Groof         | K. Dragons HC       | M        |
| 25  | Joy Jouret                 | R. Wellington T.H.C | A        |

### Qualificatif Coupe du Monde 2010 (San Diego (USA))
| No. | Joueuse                    | Club                | Position |
| --- | -------------------------- | ------------------- | -------- |
| 1   | Nadine Khouzam             | R. Uccle Sport      | G        |
| 2   | Elizabeth Achten           | R. Wellington T.H.C | G        |
| 4   | Iris Van Hecke             | R. Antwerp H.C.     | D        |
| 5   | Morgane Vouche             | R. Wellington T.H.C | A        |
| 6   | Anouk Raes                 | R. Pingouin         | D        |
| 8   | Valérie Vermeersch         | La Gantoise         | D        |
| 10  | Lola Danhaive              | R. Uccle Sport      | D        |
| 11  | Erica Coppey               | K. Dragons HC       | M        |
| 12  | Gaëlle Valcke              | R. Wellington T.H.C | M        |
| 14  | Emilie Sinia               | R. Uccle Sport      | A        |
| 15  | Charlotte De Vos           | Oranje Zwart        | A        |
| 17  | Anne-Sophie Van Regemortel | R. Antwerp H.C.     | D        |
| 19  | Barbara Nelen              | La Gantoise         | M        |
| 20  | Jill Boon                  | R. Wellington T.H.C | M        |
| 21  | Dorianne Meuwese           | R. Léopold Club     | A        |
| 23  | Sofie Gierts               | R. Antwerp H.C      | M        |
| 24  | Stéphanie de Groof         | K. Dragons HC       | D        |
| 25  | Laurence Delmulle          | La Gantoise         | A        |